# Liste der denkmalgeschützten Objekte in Pitten
Die Liste der denkmalgeschützten Objekte in Pitten enthält die 10 denkmalgeschützten, unbeweglichen Objekte der Gemeinde Pitten im niederösterreichischen Bezirk Neunkirchen.

## Denkmäler
| Foto  |                 | Denkmal | Standort                                          | Beschreibung | Metadaten |
| ----- | --------------- | --- | ------------------------------------------------- | --- | --- |
| ja    | Datei hochladen | Ortskapelle hl. Johannes der Täufer HERIS-ID: 59478 Objekt-ID: 70793                                          | Leiding 18, gegenüber Standort KG: Leiding        | Ein frühhistoristischer Saalbau mit eingezogener Apsis, Satteldach und Dachreiter. Bauinschrift Johann II. von Liechtenstein 1897. | BDA-Hist.: Q38087441 Status: § 2a Stand der BDA-Liste: 2025-06-30 Name: Ortskapelle hl. Johannes d. T. GstNr.: .29                                                                        |
| ja    | Datei hochladen | Pfarrhof Pitten mit Kapelle Hl. Martin, Freiflächen und Gartenbaudenkmalen HERIS-ID: 113080 Objekt-ID: 131308 | Alleegasse 57 Standort KG: Pitten                 | Seit 1149 als Kapelle bestehend, wurde sie 1948 nach den Plänen von Martha Bolldorf-Reitstätter erweitert und als nunmehrige "Pfarrhofkirche" durch Theodor Innitzer dem Heiligen Martin geweiht. Der Turm trägt seit 2013 drei Glocken, welche auf das Geläute der Bergkirche abgestimmt sind. Anmerkung: Bis 2017 in nicht ganz demselben Umfang unter der ID 55329 geschützt | BDA-Hist.: Q38039928 Status: Bescheid Stand der BDA-Liste: 2025-06-30 Name: Pfarrhof Pitten mit Kapelle Hl. Martin, Freiflächen und Gartenbaudenkmalen GstNr.: .38, 210 Rectory in Pitten |
| ja    | Datei hochladen | Burg Pitten HERIS-ID: 34763 Objekt-ID: 33153                                                                  | Bergstraße 37 Standort KG: Pitten                 | Urkundlich 1094 erwähnt. Eine West-Ost orientierte Anlage, zur Gänze von hohem Bering mit Bastionen umgeben (z. T. 12. Jahrhundert, überwiegend frühneuzeitlich) ist. Von der hochmittelalterlichen Anlage sind nur mehr Reste erhalten: Kapelle im Norden, Bergfried und Palas (?), heutiger Bau überwiegend 16./17. Jahrhundert. Burg im Besitz der Grafen von Formbach, 1158 an die steirischen Otakare, 1192 landesfürstlich, 1265 an die Stubenberger, 1315 Verpfändung von Burg und Herrschaft, danach wechselnde Besitzer, in den 1480er Jahren an die Familie Teufel, 1485 von Matthias Corvinus erobert, 1605 von Stephan Bocskai vergebens belagert, 1662 Grafen Hoyos, 1822 an die Grafen von Pergen, danach wechselnde Besitzer. Im 19. Jahrhundert Verwendung als Jagdschloss. | BDA-Hist.: Q37960053 Status: Bescheid Stand der BDA-Liste: 2025-06-30 Name: Burg Pitten GstNr.: .30 Schloss Pitten                                                                        |
| ja    | Datei hochladen | Befestigte Höhensiedlung Schlossberg HERIS-ID: 34762 Objekt-ID: 33152                                         | Schlossberg Standort KG: Pitten                   | Westlich der Burghöhe große späturnenfelder- und hallstattzeitliche Siedlung bzw. Gräberfeld (Hallstatt-Fürstengrab), römischer Gutshof (?), kleiner karolingisch-slawische Höhensiedlung bei der Burg, Wallgräben, äußerer riesiger Wallgraben, wohl eines Militärlagers der Ungarnkriege 1. Hälfte des 11. Jahrhunderts. | BDA-Hist.: Q37960039 Status: § 57-Mandatsbescheid Stand der BDA-Liste: 2025-06-30 Name: Befestigte Höhensiedlung Schlossberg GstNr.: 106                                                  |
| ja BW | Datei hochladen | Bildstock HERIS-ID: 56861 Objekt-ID: 66466                                                                    | bei Schulgasse 48 Standort KG: Pitten             | Die Pestsäule wurde im 18. Jahrhundert in Erinnerung an die Pest, die Pitten mehrmals heimsuchte, errichtet. Das Mosaik stammt vom Sepp Buchner. | BDA-Hist.: Q38073769 Status: § 2a Stand der BDA-Liste: 2025-06-30 Name: Bildstock GstNr.: 108/6                                                                                           |
| ja    | Datei hochladen | Kath. Pfarrkirche (Bergkirche) hl. Georg, Felsenkapelle und Wehrmauern HERIS-ID: 50394 Objekt-ID: 55326       | Wilhelm Hamburger-Weg 99, bei Standort KG: Pitten | Die 1732 erbaute Pfarrkirche wurde 1951 in ihrer heutigen Form errichtet und durch Theodor Innitzer dem Heiligen Georg geweiht. 1972 abermals renoviert. Für den restaurierten mittelalterlichen Lärchenholzglockenstuhl erhielt die Pfarre im Jahr 2011 vier neue Glocken aus der Glockengießerei Rudolf Perner, welche gemeinsam mit der großen Glocke des alten Stahlgeläutes ein 5-stimmiges Geläute bilden. | BDA-Hist.: Q21157862 Status: § 2a Stand der BDA-Liste: 2025-06-30 Name: Kath. Pfarrkirche (Bergkirche) hl. Georg, Felsenkapelle und Wehrmauern GstNr.: .31, 127, 108/1 Bergkirche Pitten  |
| ja    | Datei hochladen | Bildstock – Wolfgang Teufel-Säule HERIS-ID: 80057 Objekt-ID: 93767                                            | Anton Trefny-Platz Standort KG: Pitten            | Spätgotischer Steinpfeiler, bezeichnet 1487 mit Wappen und Inschrift des Errichters Pfleger Wolfgang Teufel, Tabernakel mit konkavem Pyramidenhelm und Steinkreuz auf abgefaster Stütze. | BDA-Hist.: Q38172577 Status: § 2a Stand der BDA-Liste: 2025-06-30 Name: Bildstock GstNr.: 558/3                                                                                           |
| ja    | Datei hochladen | Georgi-Stollen HERIS-ID: 80080 Objekt-ID: 93790                                                               | Standort KG: Pitten                               | Stolleneingang für Spateisenstein- und Brauneisenerzlagerstätte. Laut Inschrift 1804 errichtet, 1945 eingestellt. | BDA-Hist.: Q38172617 Status: § 2a Stand der BDA-Liste: 2025-06-30 Name: Georgi-Stollen GstNr.: 109                                                                                        |
| ja    | Datei hochladen | Friedhofskapelle HERIS-ID: 80088 Objekt-ID: 93799                                                             | Kreithtalweg 118, in der Nähe Standort KG: Pitten | Eine neugotische Kapelle, die mit 1891 datiert ist. Der Friedhof wurde von 1843 bis 1846 angelegt. | BDA-Hist.: Q38172626 Status: § 2a Stand der BDA-Liste: 2025-06-30 Name: Friedhofskapelle GstNr.: 432/3                                                                                    |
| ja    | Datei hochladen | Ortskapelle hl. Laurentius HERIS-ID: 80056 Objekt-ID: 93766                                                   | Sauterner Straße 57 Standort KG: Sautern          | Mittelalterlicher Saalbau mit innen ausgerundetem 3/8-Schluss. Satteldach mit kleinem Dachreiter und drei Strebepfeilern westseitig und an der Apsis. Ursprünglich mit eigenen Friedhof, unter Kaiser Joseph II. aufgehoben. 1838 Wiederaufbau (nach Verschonung von der Cholera 1831). | BDA-Hist.: Q38172566 Status: § 2a Stand der BDA-Liste: 2025-06-30 Name: Ortskapelle hl. Laurentius GstNr.: .22                                                                            |